# Macapá
Macapá este un oraș în unitatea federativă Amapá (AP), Brazilia. Macapá a fost stabilită în 1688 și este capitala din Amapá. Se afla pe ecuator .    